# Santa Cruz da Baixa Verde
Santa Cruz da Baixa Verde is een gemeente in de Braziliaanse deelstaat Pernambuco. De gemeente telt 12.209 inwoners (schatting 2009).
De gemeente grenst aan Triunfo, Serra Talhada en Manaíra (PB).